# Navnløs (Viborg)
 For alternative betydninger, se Navnløs. (Se også artikler, som begynder med Navnløs)
Navnløs er en lille brostensbelagt gade i Viborg. Den er cirka 80 meter lang og går fra Sct. Mogens Gade i vest til Sct. Nikolaj Gade i øst.
Navnet "Navnløs" fik gaden i 1824, da byrådet i deres indberetning til generaltoldkammeret skulle aflevere en liste over alle byens gader. Den lille gyde var blevet glemt og Den kongelige embedsmand skrev derfor "Navnløs" på kortet, og dette navn har eksisteret siden.